# Fderik Airport
Fderik Airport är en flygplats i Mauretanien.   Den ligger i regionen Tiris Zemmour, i den nordvästra delen av landet, 600 km nordost om huvudstaden Nouakchott. Fderik Airport ligger 293 meter över havet.
Terrängen runt Fderik Airport är huvudsakligen platt, men österut är den kuperad.  Trakten runt Fderik Airport är nära nog obefolkad, med mindre än två invånare per kvadratkilometer. Närmaste större samhälle är Fdérik, 3,2 km norr om Fderik Airport. Trakten runt Fderik Airport är ofruktbar med lite eller ingen växtlighet.